# جواز سفر إيرلندي
تصدر جوازات السفر الإيرلندية من قبل وزارة الشؤون الخارجية في دبلن لمواطني إيرلندا.
في 5 أكتوبر 2015 تم إدخال نظام بطاقة جواز سفر والتي سوف تكون بحجم بطاقة الائتمان. وفي الأصل كان قد أعلن سابقا انها ستكون متاحة في عام 2015 في منتصف شهر يوليو لكن الأمر قد تأجل إلى وقت لاحق.

## متطلبات التأشيرة
اعتبارًا من 13 أبريل 2021 كان المواطنون الأيرلنديون يتمتعون بدخول 188 دولة وإقليم بدون تأشيرة أو تأشيرة عند الوصول، مما يجعل جواز السفر الأيرلندي في المرتبة الخامسة من حيث حرية السفر وفقًا لمؤشر هينلي لجوازات السفر.

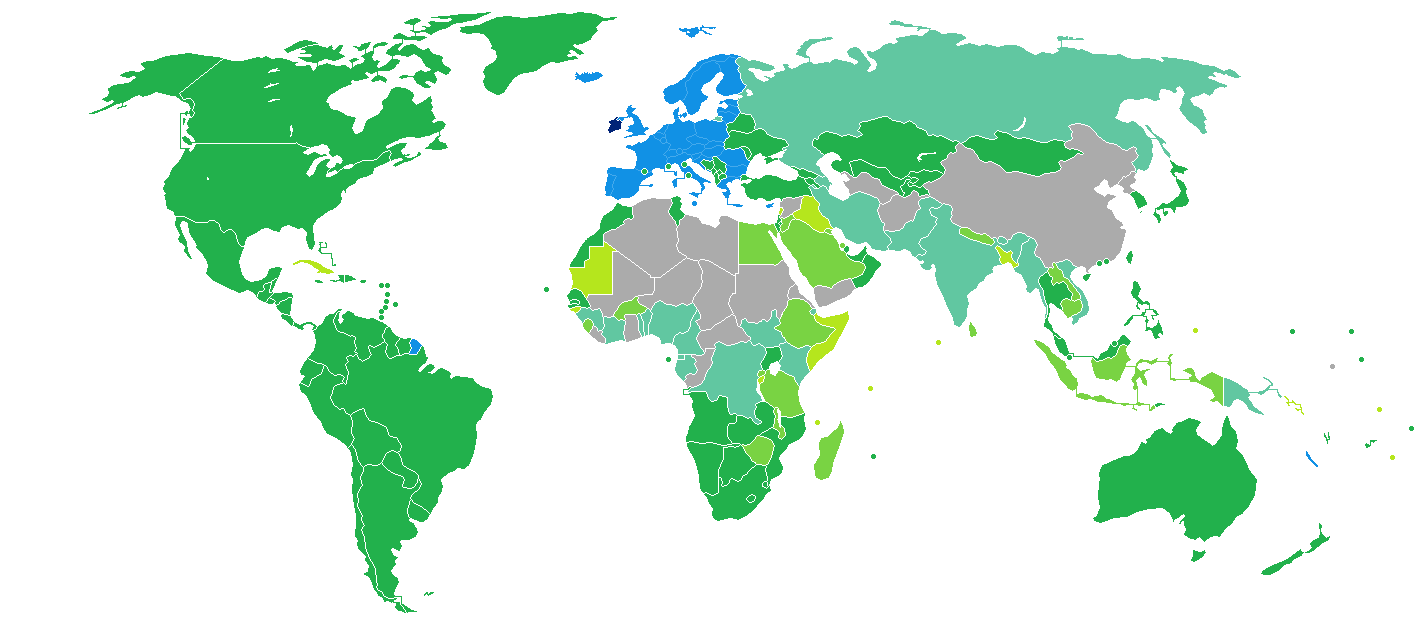
البلدان والأقاليم التي لا تفرض تأشيرة أو تطلب تأشيرة دخول عند الوصول للجهة، لحاملي جوازات السفر الايرلندية العادية.

## معرض صور

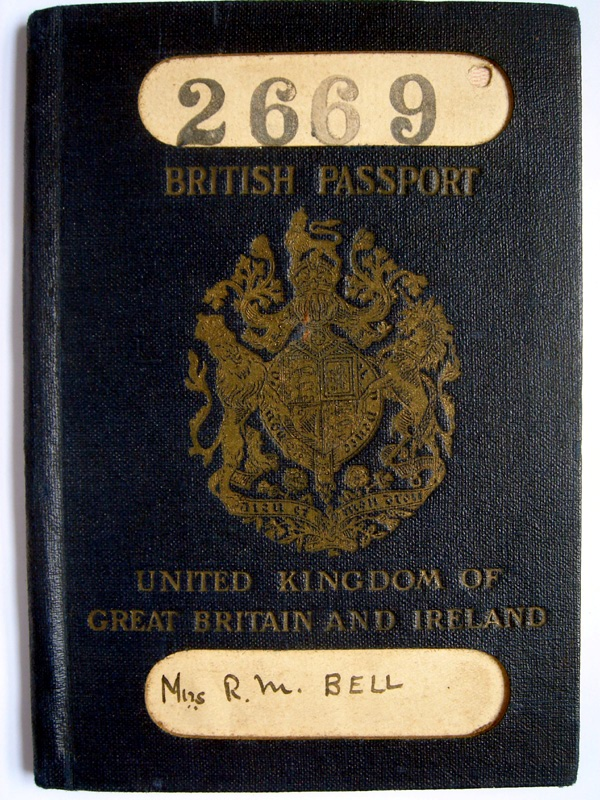
قبل الاستقلال الأيرلندي استخدمت جوازات السفر البريطانية
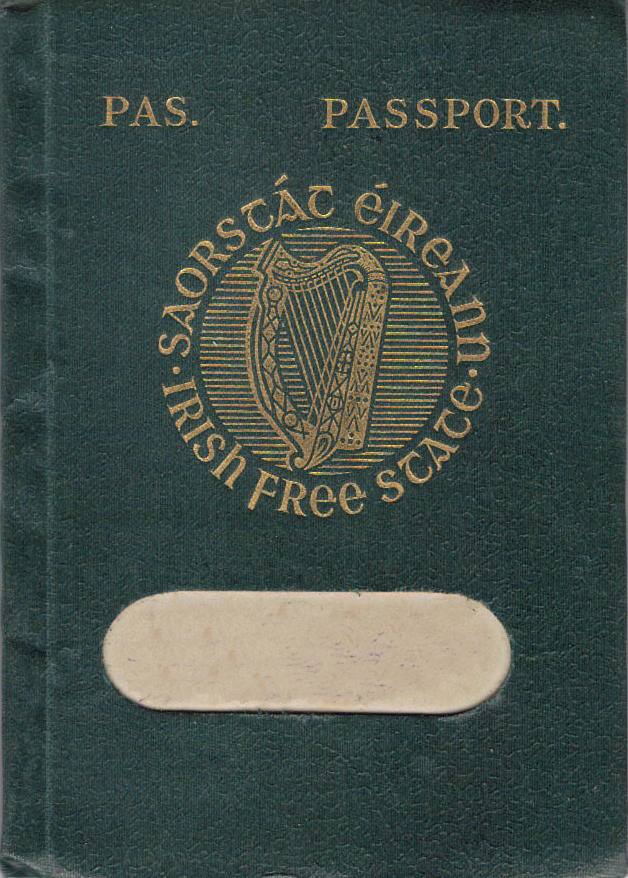
غلاف جواز سفر دولة أيرلندا الحرة في عام 1927
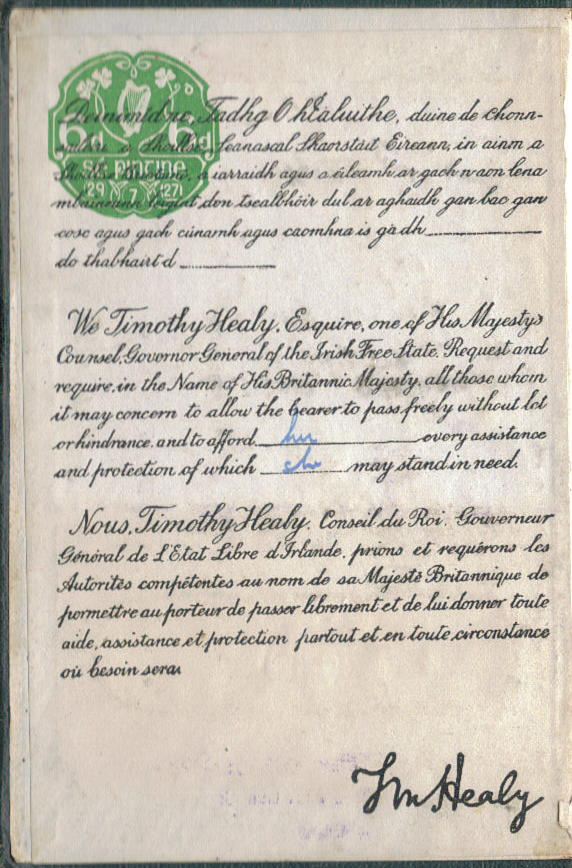
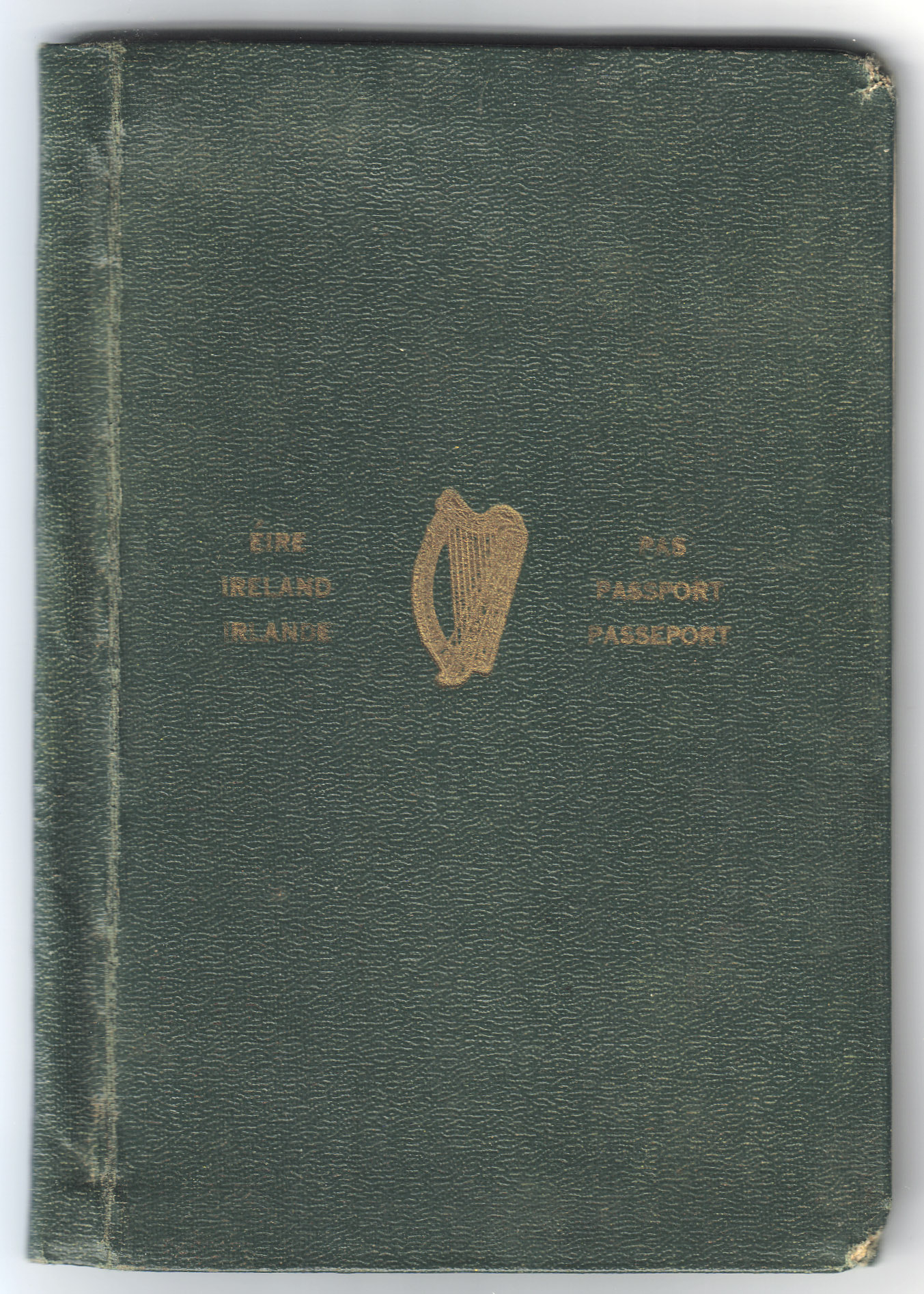
جواز السفر من عام 1950
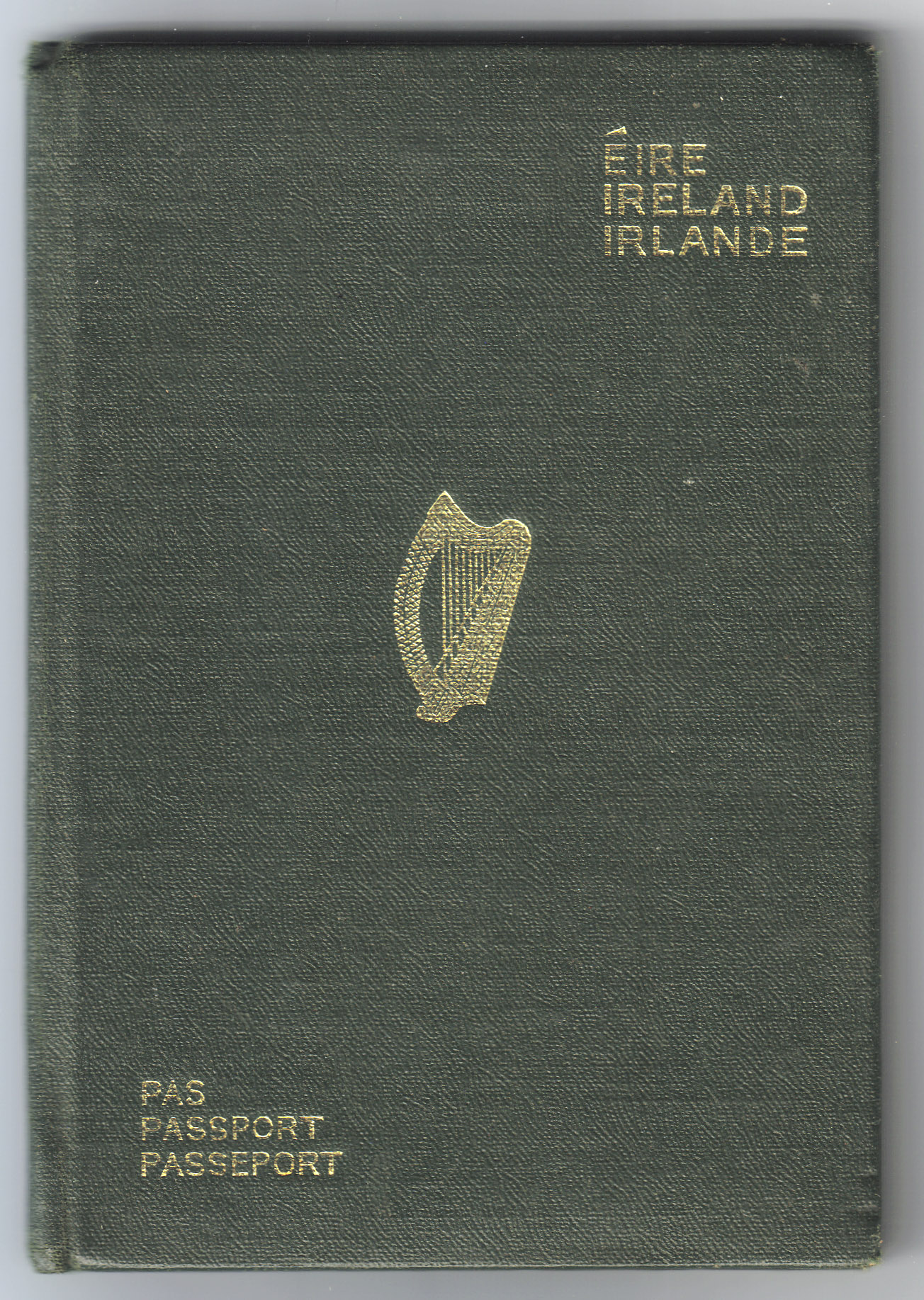
جواز السفر عام 1978
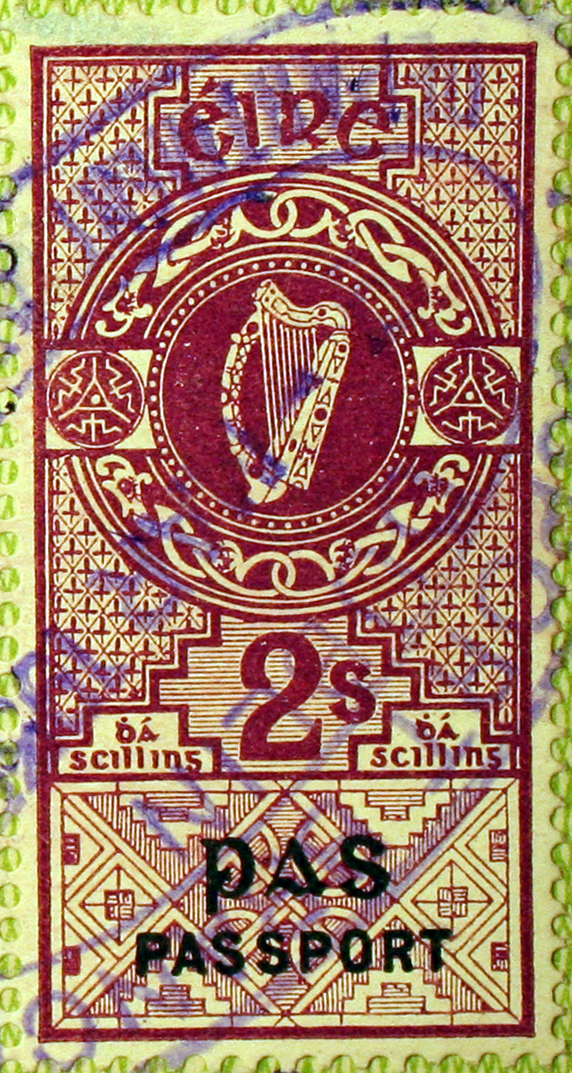
خريطة جواز السفر الأكثر شيوعًا في أيرلندا الشمالية.[7]